# Coordonnateur spécial des Nations unies pour le processus de paix au Moyen-Orient
Le coordonnateur spécial des Nations unies pour le processus de paix au Moyen-Orient, anciennement connu sous le nom de coordonnateur spécial des Nations unies (UNSCO), « représente le Secrétaire général et dirige le système des Nations unies dans tous les efforts politiques et diplomatiques liés au processus de paix, y compris dans le Quartet pour le Moyen-Orient » et également « coordonne le travail humanitaire et de développement des agences et programmes de l'ONU dans les territoires palestiniens occupés, en soutien à l'Autorité palestinienne et au peuple palestinien »,.
Créée en juin 1994 à la suite de la signature des accords d'Oslo, elle cherchait à faciliter le processus de transition et à « répondre aux besoins du peuple palestinien ».

## Liste des coordonnateurs spéciaux des Nations unies pour le processus de paix au Moyen-Orient
- Robert Serry (en) (novembre 2007 - 5 février 2015)
- Nickolaï Mladenov (2015-2020)
- Tor Wennesland (en) (2021-2025)[3]
- Sigrid Kaag (Par intérim, 2025-)[4]